# Allothelaira luteicornis
Allothelaira luteicornis là một loài ruồi trong họ Tachinidae.